# Berken (Halver)
Berken ist eine Hofschaft in Halver im Märkischen Kreis im Regierungsbezirk Arnsberg in Nordrhein-Westfalen (Deutschland).

## Lage und Beschreibung
Berken liegt auf 385 Meter über Normalnull südwestlich des Halveraner Hauptortes nahe dem größeren Anschlag an der Stadtgrenze zu Wipperfürth. Weitere Nachbarorte sind Birkenbaum, Heinken-Hedfeld, Wiebusch-Hedfeld, Auf dem Wiebusch und Erlen (zu Wipperfürth). Der Ort ist über eine Zufahrt von der Kreisstraße K30 zwischen Kreuzberg und Anschlag zu erreichen. 
Der Ort lag an der Trasse des früh stillgelegten Asts Anschlag–Wipperfürth der Wuppertalbahn. Nordöstlich erhebt sich mit 406,2 Meter über Normalnull eine weitere Anhöhe. Westlich fließt der Schleidebach, ein Zufluss der Hönnige, vorbei.

## Geschichte
Berken  wurde erstmals 1473 urkundlich erwähnt, die Entstehungszeit der Siedlung wird aber für den Zeitraum zwischen 693 und 750 während der sächsisch-fränkischen Grenzauseinandersetzungen vermutet. Somit gehört Berken zu den frühen Siedlungen in Halver.
Um 1500 ist durch Urkunden belegt, dass der Hof Berken dem bergischen Amt Beyenburg abgabenpflichtig war. Die Gerichtsbarkeit des Hofs unterstand einem extra für die bergischen Höfe im ansonsten märkisch beherrschten Kirchspiel Halver bestellten bergischem Richter, was häufig zu Streit mit dem für das Kirchspiel eigentlich zuständigen märkischen Gografen führte.
1818 lebten zehn Einwohner im Ort. Laut der Ortschafts- und Entfernungs-Tabelle des Regierungs-Bezirks Arnsberg wurde Berken als Hof kategorisiert und besaß 1838 eine Einwohnerzahl von 18, allesamt evangelischen Glaubens. Der Ort gehörte zu dieser Zeit der Lausberger Bauerschaft innerhalb der Bürgermeisterei Halver an und besaß drei Wohnhäuser und zwei landwirtschaftliche Gebäude.
Das Gemeindelexikon für die Provinz Westfalen von 1887 gibt eine Zahl von 20 Einwohnern an, die in drei Wohnhäusern lebten.
An Berken verlief auf der Trasse der heutigen Kreisstraße eine Altstraße von Köln über Wipperfürth, Halver, Lüdenscheid, Werdohl und Arnsberg nach Soest vorbei, ein frühmittelalterlicher (nach anderen Ansichten bereits vorgeschichtlicher) Handels-, Pilger- und Heerweg.